# Casper Esmann
Casper Esmann (født 7. december 1992 i Slagelse) er en dansk fingerstyle guitarist, kendt for sine arrangementer samt originale kompositioner på den akustiske guitar. Han var i 2018 finalist i den verdensomspændende konkurrence "Acoustic Guitarist of the Year", afviklet af britiske MusicRadar.

## Biografi
Esmann voksede op i en musikalsk familie, med sin mor der spillede klaver og sin far på elektrisk guitar. Han elskede musik som barn, men havde aldrig lysten, til selv at spille på et instrument. Han tog klaverundervisning som barn, på opfordring fra sin mor, men mistede dog hurtigt interessen. Da Esmann fyldte 13, vidste hans far ham en video, med den australske guitar virtuos Tommy Emmanuel. Dette fik straks den unge Esmann, i gang med at spille guitar. Da der ikke var nogle musiklærere, der underviste specifikt i fingerstyle guitar, besluttede Esmann sig for at lære at spille guitar selv.
Esmann udgav i 2011 sin første EP med titlen "Running Sushi", EP'en indeholder fem originale kompositioner. Efter udgivelsen begyndte Esmann langsomt, at optræde på forskellige guitarfestivaller rundt omkring i Europa. Han mødte og optrådte også endelig, med sit idol og mentor Tommy Emmanuel, dette skete under Emmanuels koncert i Helsingborgs Konserthus 2012.
I en kort periode havde Esmann et samarbejde, med den danske urban pop-trio L.I.G.A. Her blev han typisk benyttet af trioen til radio- og TV-optrædener.
Esmann har siden hen udgivet adskillige albums samt EP'er, og fortsat med at turnere rundt omkring i verden. Han arbejdede kort også som booker og impresario for Sungha Jung og Andy McKee fra 2014 til 2015, hvor han primært arrangerede koncerter i Skandinavien. Gabriella Quevedo og Esmann selv, optrådte også under disse turnéer.

## Acoustic Guitarist of the Year (Finalist)
Esmann blev i 2018 finalist i den verdensomspændende konkurrence "Acoustic Guitarist of the Year", afviklet af britiske MusicRadar. De to andre finalister var Karlijn Langendijk fra Holland, og Alexandr Misko fra Rusland. Konkurrencens tre dommere var Jon Gomm, Mike Dawes og Tommy Emmanuel, der udråbte russiske Misko som vinder.
Esmann optrådte med sit eget nummer "D-Day", fra sin 2018 udgivelse "EP". Selvom Esmann ikke løb med sejren, udtalte han efterfølgende til TV 2 Øst, at hans medvirken i konkurrencen for alvor satte skub i hans karriere.

## Udstyr
Casper Esmann bruger primært Kepma guitarer, D'Addario strenge, G7th capoer, Udo Roesner forstærkere og Black Mountain Picks.

## Priser
I april 2019 vandt Esmann Slagelse Kommunes anerkendelsespris for sine bedrifter, samt sit virke som ambassadør, motivatør og inspirator for andre unge mennesker i Slagelse.

## Diskografi

### EP'er
- Running Sushi (2011)
- EP (2018)

### Studiealbums
- The Nocturnal Chase (2013)
- Blossom Dance (2017)
- Fingerstyle Arrangements (2018)
- Quandary (2020)

### Gæsteoptrædener på andre albums
- "曼陀羅Man Tuo Luo" - 龍千玉Long Qianyu (2017)[19]
- "伊的形影" - 張艾莉Elly Chang (2017)[20]
- "Color Of My Soul" - Maya Pop (2017)[21]

## TV
- "Go' Morgen Danmark" TV 2 m. Sungha Jung (2011)[22]
- "#1tv" 7'eren m. L.I.G.A (2013)[5]
- "Go' Morgen Danmark" TV 2 m. Sungha Jung (2014)[23]
- "Nyhederne" TV 2 Øst" (2018)[12]